# Champanges
Champanges ist eine französische Gemeinde im Département Haute-Savoie in der Region Auvergne-Rhône-Alpes.

## Geographie
Champanges liegt auf 710 m, sechs Kilometer östlich der Stadt Thonon-les-Bains (Luftlinie). Das Dorf erstreckt sich im Chablais, an aussichtsreicher Lage auf dem Hochplateau des Pays de Gavot südlich des Genfersees und östlich des Tals der Dranse, in den Savoyer Voralpen.
Die Fläche des 3,71 km² großen Gemeindegebiets umfasst einen Abschnitt des Hochplateaus im zentralen Chablais. Die Hochfläche fällt leicht nach Westen ab. Im Süden verläuft die Grenze meist entlang dem Maravant, einem kurzen rechten Seitenbach der Dranse. Die höchste Erhebung von Champanges wird mit 785 m am Dorfrand von Larringes erreicht. 
Zu Champanges gehört die Weilersiedlung Saint-Martin (743 m) am östlichen Dorfrand. Nachbargemeinden von Champanges sind Publier im Norden, Larringes im Osten, Féternes im Süden sowie Marin im Westen.

## Geschichte
Champanges wird erstmals im Mittelalter unter dem Namen Champengium urkundlich erwähnt. Die lange Zeit sehr kleine Ortschaft löste sich erst 1860 von Larringes und wurde eine selbständige Gemeinde.

## Sehenswürdigkeiten
Die Dorfkirche Saint-Martin wurde 1720 im Stil des Barock erbaut.

## Bevölkerungsentwicklung
| Jahr                       | 1962 | 1968 | 1975 | 1982 | 1990 | 1999 | 2008 |
| Einwohner                  | 364  | 415  | 457  | 587  | 706  | 753  | 855  |
| Quellen: Cassini und INSEE |      |      |      |      |      |      |      |

Mit 1181 Einwohnern (Stand 1. Januar 2022) gehört Champanges zu den kleineren Gemeinden des Département Haute-Savoie. In den letzten Jahrzehnten wurde ein kontinuierliches Wachstum der Einwohnerzahl verzeichnet. Außerhalb des alten Dorfkerns entstanden größere Einfamilienhausquartiere.

## Wirtschaft und Infrastruktur
Champanges war bis weit ins 20. Jahrhundert hinein ein vorwiegend durch die Landwirtschaft geprägtes Dorf. Heute gibt es verschiedene Betriebe des lokalen Kleingewerbes. Zahlreiche Erwerbstätige sind Wegpendler, die in den größeren Ortschaften der Umgebung, vor allem in Thonon-les-Bains ihrer Arbeit nachgehen.
Die Ortschaft liegt abseits der größeren Durchgangsstraßen, ist aber sowohl von Thonon-les-Bains als auch von Évian-les-Bains leicht erreichbar. Weitere Straßenverbindungen bestehen mit Larringes und Féternes.